# Фіктивна автобусна зупинка

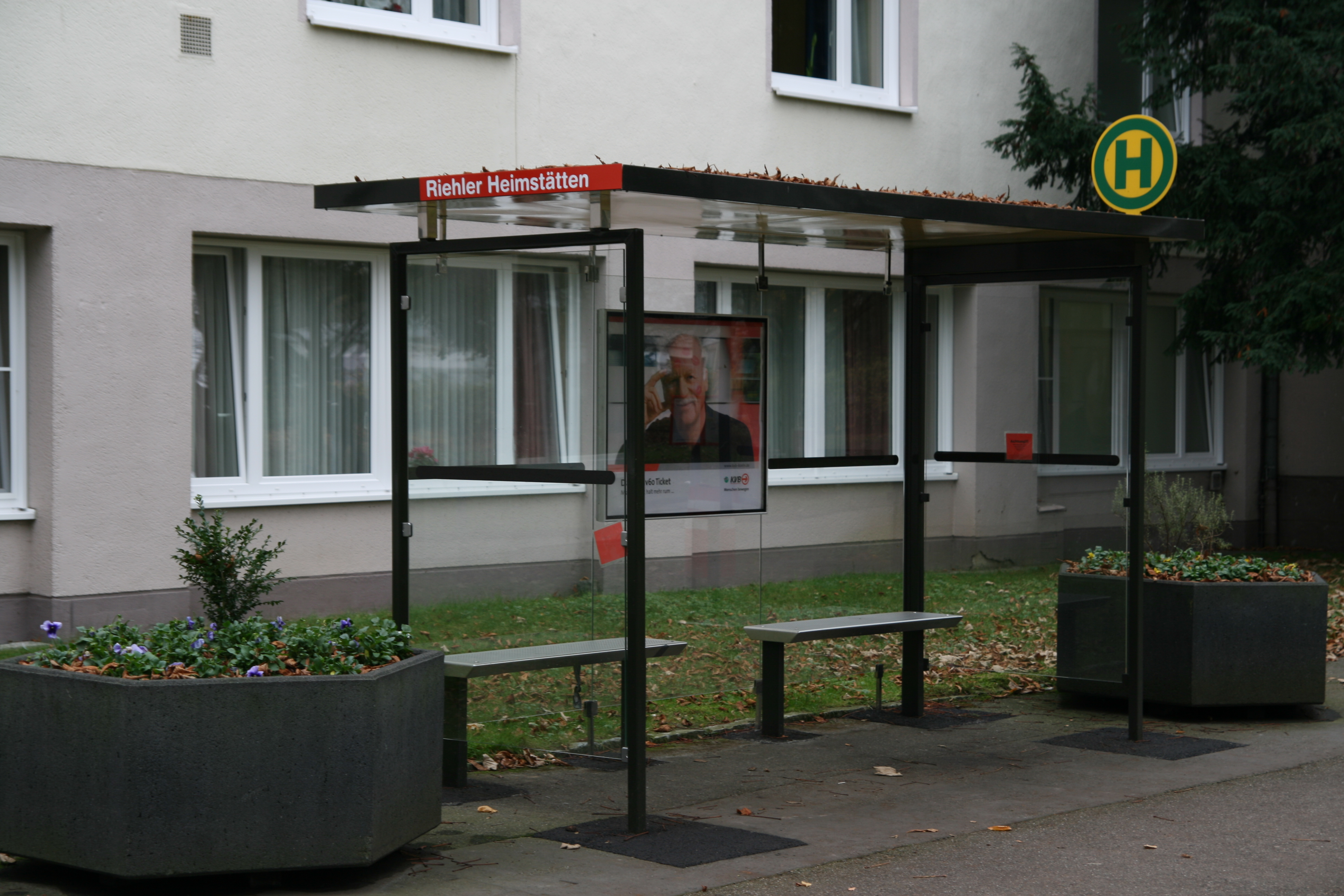
Фіктивна автобусна зупинка у Кельні, Німеччина

Фіктивна автобусна зупинка (нім. Scheinbushaltestelle), також зупинка-фантом або псевдозупинка — споруда, що виглядає неначе звичайна зупинка наземного громадського транспорту, але яка не використовується як місце посадки та висадки пасажирів громадських автобусів. Подекуди такі зупинки можуть бути взагалі розташовані подалі від проїжджої частини. Зупинки-фантоми зазвичай оснащені відповідним дорожнім знаком і табличкою розкладу неіснуючого автобусу, або такого, що курсує по абсолютно іншому маршруту; також на деяких з них є лава.
Фіктивні автобусні зупинки встановлюються поблизу, або ж на території геріатричних пансіонатів чи-то інших клінік, де утримуються люди, що страждають на деменцію (викликаною, наприклад, хворобою Альцгеймера). У таких хворих часто спостерігаються порушення пам'яті, при цьому їх може непокоїти прагнення змінити місце власного перебування, неспокійне бажання куди-небудь повернутися.
Існує велика імовірність того, що, покинувши стаціонар, літній пацієнт залишиться на фіктивній зупинці чекати автобус в упевненості, що він зможе звідти виїхати. Тут його може вчасно виявити або наздогнати медичний працівник. Очікується, що пацієнт до того часу вже забуде про своє бажання. У будь-якому випадку його швидше за все зможуть повернути назад. Можлива й інша ситуація: людина в процесі втечі сама злякається і передумає; тоді, виявивши зупинку, вона залишиться на ній у розрахунку на те, що тут його зможуть швидше знайти. Іноді, виявивши себе на зупинці, пацієнт вирішує, що він вже повернувся звідкись на автобусі, а тому сам повертається в палату.
У такий спосіб фіктивна автобусна зупинка виступає превентивним засобом убезпечення людей, дезорієнтованих у навколишній обстановці. Це пов'язано з переконанням у тому, що пацієнт, який відчуває тривогу, може втекти вдень або вночі і, зрештою, загубитися, замерзнути або потрапити під машину. Облаштування такої зупинки є одним із заходів, що знижують ризики можливості подібних негативних сценаріїв.
Втім, серйозні наукові дослідження ефективності застосування цього інструменту ніким не проводилися.
Фіктивні автобусні зупинки спершу з'явилися в Німеччині. Перша із них була встановлена в якості експерименту біля клініки Landhaus Laspert в Ремшайді у 2006 році. Близько десятка подібних споруд наразі використовуються в Шверіні, Ростоку, Дюссельдорфі, Гамбурзі та інших німецьких містах. У Меербуші зупинку-фантом облаштували прямо в холі лікарні Святого Маврикія. Ця практика поступово поширюється і в інших країнах — відомі приклади встановлення фіктивних зупинок у Польщі та Білорусі. Так, у Варшаві неподалік від Центру Альцгеймера була встановлена фіктивна автобусна зупинка, яка, як очікується, повинна допомагати пацієнтам центру.
Така зупинка була описана в німецькій дитячій книжці Die wilden Zwerge 05: Weihnachtssingen, що вийшла восени 2009 року. Зупинка-фантом фігурує в цьому творі у фрагменті з фрау Вайнманн, що страждає на деменцію, і яка регулярно ходить на таку зупинку, вважаючи, що у такий спосіб вона йде до школи.